# Catherine Demongeot
Catherine Demongeot (Paris, 10 de julho de 1950) é uma atriz francesa.